# Паязат, Эверт Хачатурович
Эверт Хачатурович Паязатян (Эверт Паязат, род. 18 января 1940, Ленинакан) — армянский советский сценарист, киновед. Заслуженный деятель искусств Армянской ССР.

## Биография
Родился в 1940 году в Ленинакане. Окончил филологический факультет Ереванского Государственного университета в 1962 г., аспирантуру Института искусств АН Армянской ССР — в 1967 г. Защитил кандидатскую диссертацию в 1971 г. Член КПСС с 1971 года.
С 1967 г. работал на киностудии «Арменфильм» — сначала редактором, а с 1982 г. по 1983 г. и с 1986 г. по 1995 г. — главным редактором, заместителем директора.
В 1978—1980 г. г. был главным редактором редакции русской литературы издательства «Советакан грох». С 1981 г. по 1982 г. — главным редактором Армянской студии документальных фильмов.
Автор монографии «Грани комического», творческих портретов мастеров армянского экрана, множества статей и рецензий, посвящённых вопросам истории и теории кино. Печатался в журналах «Искусство кино», «Советский фильм» и др. Занимался также проблемами шекспироведения. Публиковался в республиканской и центральной прессе, в научных изданиях АН Армянской ССР.
В качестве редактора принимал участие в создании многих армянских фильмов («Наапет», «Рождение», «Одинокая орешина», «Хатабала», «Полёт начинается с земли», «Танго нашего детства»), работая с такими режиссёрами, как Г. Малян, Ф. Довлатян, Л. Вагаршян, Н. Оганесян, Ю. Ерзинкян, А. Мкртчян.
Работал с Сергеем Параджановым на незавершённом фильме «Исповедь».
Э. Паязатян — автор сценариев художественных картин, снятых на киностудии «Арменфильм»: «Несчастный случай», «Чужие игры», «Заложники», а также анимационных — «Чоко» (под псевдонимом), «Планета 888» и свыше десяти документальных фильмов.
В качестве художественного руководителя принимал участие в работе над первым художественным полнометражным фильмом «Неоконченный Карабахский дневник», посвящённым войне в Карабахе (постановщик С. Петросян) В виду сложившихся производственно-творческих обстоятельств завершал картину в качестве режиссёра.
С 1976 г. по 1995 г. работу в кино он совмещал с преподавательской деятельностью в Армянском педагогическом и Армянском театральном институтах. Имеет учёное звание доцента кафедры режиссуры и актёрского мастерства.
В 1986 г. ему было присвоено почётное звание заслуженного деятеля искусств Армянской ССР.
С 1995 г. Э. Паязатян работает в Москве — главным специалистом Госкино России, а с 2000 г. по 2002 г. — главным редактором киностудии «Союзмультфильм».
В последующие годы им написаны сценарии художественных фильмов:
- «Река» (студия СТВ, Петербург, 2002 г.), удостоенный Специального приза жюри на МКФ стран Азиатско-тихоокеанского региона PACIFIC MERIDIAN.
- «Если нам судьба…», 12 серий, кинокомпания GPFILM, 2008 г. для Первого канала.
- «Брак по-русски» («Найти мужа в большом городе»), 4 серии, кинокомпания GPFILM, 2013 г. для Первого канала.

В качестве редактора и сценариста Э. Паязатян с 2002 — по 2005г принимал участие в создании цикла документальных фильмов режиссёра Н. Оганесяна «Долголетие. Юлий Райзман», «Иван Пырьев», «Михаил Калатозов. Путь к себе». Последний на московском МКФ фильмов, посвящённых искусству, был награждён Большой бронзовой медалью братьев Люмьер.
В настоящее время (2015 г.) завершена работа над сценарием телефильма «Ящик Пандоры» (4 серии) название условное, также для Первого канала.